# Michael Olise
Michael Akpovie Olise (n. 12 decembrie 2001, Greater London, Anglia, Regatul Unit) este un fotbalist profesionist francez care joacă pe post de mijlocaș ofensiv sau lateral pentru clubul din Bundesliga Bayern München. Născut în Anglia, joacă la echipa națională a Franței.
Produs al diferitelor academii engleze, Olise a debutat ca profesionist pentru Reading în 2019. În 2021, a fost semnat de clubul din Premier League Crystal Palace, unde a petrecut trei sezoane și a fost nominalizat pentru Jucătorul Tânăr al Anului PFA în 2024.

## Biografie
Olise s-a născut în White City și a crescut în Hayes, Londra, dintr-un tată nigerian și o mamă franco-algeriană.

## Cariera pe echipe
Olise s-a alăturat lui Hayes și Yeading în jurul vârstei de șase ani, înainte de a se alătura Academiei lui Chelsea. A fost jucător de tineret la Arsenal, Chelsea (a petrecut șapte ani cu ei înainte de a pleca la 14 ani) și Manchester City.

### Reading
În iulie 2018, Olise a fost inclus în Academia lui Reading. Și-a făcut debutul pentru Reading pe 12 martie 2019, într-o înfrângere cu 3-0 acasă cu Leeds United, și pe 15 iulie, a semnat un contract profesionist de trei ani cu clubul. A marcat primul său gol în ligă pentru Reading pe 19 septembrie 2020, marcând al doilea gol într-o victorie cu 2-0 împotriva lui Barnsley pe stadionul Madejski. În aprilie 2021 a fost nominalizat la premiul EFL Young Player of the Season. La 29 aprilie 2021, a primit premiul EFL Young Player of the Season.

### Crystal Palace
La 8 iulie 2021, Olise a semnat un contract pe cinci ani cu Crystal Palace, în Premier League, după ce i-au activat clauza de eliberare de 8,37 milioane de lire sterline.

### Bayern München
La 7 iulie 2024, Bayern München a anunțat semnarea lui Olise de la Crystal Palace cu un contract de cinci ani valabil până la 30 iunie 2029, pentru o taxă de transfer raportată de 60 de milioane de euro, inclusiv suplimente.
Olise și-a făcut debutul ca înlocuitor într-o victorie cu 4-0 din DFB-Pokal împotriva lui SSV Ulm pe 16 august, înregistrând o pasă de gol pentru Kingsley Coman la două minute de la intrarea pe teren. Pe 14 septembrie, a marcat primul său gol în Bundesliga într-o victorie cu 6-1 asupra lui Holstein Kiel. Trei zile mai târziu, a marcat de două ori, primele sale goluri pe Allianz Arena, la debutul său în Liga Campionilor UEFA, o victorie cu 9–2 în fața lui Dinamo Zagreb.

## Cariera internațională
Olise s-a născut în Anglia dintr-un tată nigerian și o mamă franco-algeriană și este eligibil pentru a reprezenta Franța, Algeria, Anglia sau Nigeria la nivel internațional. Pe 27 mai 2019, a fost convocat de Franța U18 pentru turneul de la Toulon 2019. A debutat pe 2 iunie 2019, împotriva Qatarului U23. În martie 2021, Olise a fost numit în rezerva pentru naționala Nigeriei care participă la calificarea la Cupa Africii a Națiunilor împotriva Beninului și Lesothoului.
În martie 2022, Olise a fost chemat pentru prima dată la echipa Franței sub 21 de ani și a debutat în victoria echipei cu 2-0 împotriva Insulelor Feroe pe 24 martie.
La 8 iulie 2024, a fost convocat în lotul Franței pentru Jocurile Olimpice de la Paris din 2024. Primise anterior prima sa selecție cu echipa Franței pe 4 iulie, în timpul unui meci amical împotriva Paraguayului. O săptămână mai târziu, pe 11 iulie, a marcat primele două goluri în timpul unui alt meci amical, o victorie cu 7-0 împotriva Republicii Dominicane. Pe 24 iulie, în timpul deschiderii Olimpice a Franței împotriva Statelor Unite, a marcat un gol, contribuind la victoria echipei cu 3-0. A încheiat turneul cu două goluri și cinci pase decisive.
Pe 29 august, Olise a fost convocat pentru prima dată la echipa națională de seniori a Franței de către selecționerul Didier Deschamps, pentru meciurile Franței împotriva Italiei și Belgiei din Liga Națiunilor UEFA. Și-a făcut debutul pe 6 septembrie 2024 împotriva Italiei la Parc des Princes. A făcut parte din echipa de start și a jucat 58 de minute, în timp ce Franța a pierdut cu 1–3.

## Titluri
Bayern München
- Bundesliga: 2024–25[29]

Franța U23
- Medalia de argint la Jocurile Olimpice de vară: 2024[30]

Individual
- Jucătorul tânăr al sezonului din EFL Championship: 2020–21[31]
- Echipa sezonului EFL Championship: 2020–21
- Golul lunii în Premier League: ianuarie 2023[32]
- Echipa anului PFA: Championship 2020–21[33]
- Jucătorul sezonului de la Crystal Palace: 2022–23[34]
- Golul sezonului al lui Crystal Palace: 2022–23[35]